# Rhagophthalmus formosanus
Rhagophthalmus formosanus är en skalbaggsart som beskrevs av Kawashima och Sugaya 2003. Rhagophthalmus formosanus ingår i släktet Rhagophthalmus och familjen Rhagophthalmidae. Inga underarter finns listade i Catalogue of Life.